# Wiktionnaire en français
Le Wiktionnaire en français est l'édition en langue française du Wiktionnaire (Wiktionary en anglais), le projet lexicographique de la Fondation Wikimédia dont l’objectif est de définir tous les mots de toutes les langues, dans toutes les langues.
Le terme « Wiktionnaire » désigne la version en français de ce projet, Wiktionary étant le nom officiel en anglais. Il est géré en wiki dans le site web fr.wiktionary.org et son contenu est librement réutilisable (sous licence CC-BY-SA).

## Histoire

### Le contexte anglophone
Daniel Alston (connu sous le pseudonyme Fonzy) est l'un des principaux initiateurs et promoteurs du projet Wiktionnaire à ses débuts. Le projet est ouvert sur wiktionary.wikipedia.org le 12 décembre 2002,, puis déplacé à www.wiktionary.org le 26 décembre 2002. Le premier article créé est « dog » (chien).

### L’initiation du projet francophone
Dès 2003, quelques discussions pour une version francophone du Wiktionary ont lieu sur la Wikipédia en français. La logique « une graphie = une page » est déjà déterminée ainsi qu’une première structure de page, assez ressemblante à celle utilisée aujourd’hui. Le site est vu également comme un complément de la Wikipédia francophone où il est demandé de pouvoir contribuer en même temps aux deux projets.
Le 22 mars 2004, la version francophone est créée, en même temps que la version en polonais. Il a fallu déplacer la version anglophone de www.wiktionary.org vers en.wiktionary.org pour permettre cela.
Les 10 premiers mots créés sont :
1. accueil
2. lire
3. encyclopédie
4. manga
5. ouvrage
6. siège
7. chaise
8. fauteuil
9. meuble
10. armchair

Le mot « accueil » a servi pendant plusieurs mois de page d’accueil avant d’être uniquement destiné à une page de dictionnaire. La présence du vocabulaire des sièges s’explique par un usage pédagogique du site où seulement trois jours après sa création, un professeur l’utilisa avec deux classes : une de 6e et une de 4e. L’objectif étant de définir les mots de base du français dans un cadre d’apprentissage.
Le 26 mars 2004, le Wiktionnaire en français dispose déjà de 100 articles. Le 29 octobre 2005, il en comporte 22 000, qui viennent de 100 langues différentes.

### L’accélération de 2006
En 2006, la plupart des contributeurs et des contributrices à l’initiative du projet ne contribuent déjà plus. D’autres personnes les ont remplacés au fil du renouvellement de la communauté et ce sont ces dernières qui en resteront des piliers, au moins jusqu’en 2017. Entre décembre 2005 et janvier 2006, le projet doublera le nombre de rédacteurs et l’apparition de Wikimédia Commons permettra une explosion d’illustrations présentes dans les pages, qui passent de 400 à 2 500 images en un mois.
Outre les premières contributions, le projet est rempli avec la huitième édition du Dictionnaire de l’Académie française, entrée dans le domaine public. Ces articles ont ensuite été partiellement retravaillés pour être plus adaptés à l’époque. Cette vérification prend 4 ans pour ce dictionnaire dont l’import dure un mois et se termine le 21 février 2006.
Cette période apporte aussi des changements techniques apportés par la nouvelle communauté :
- Les prononciations sont modélisées pour être lisibles par des machines.
- Les entrées sont catégorisées automatiquement.
- La gestion du plurilinguisme des pages est actée.
- Les conventions de base du projet sont terminées.

Ces nouvelles implications apporteront une grande accélération à l’enrichissement du contenu, au point que du 3 janvier 2006 au 29 septembre de cette même année la version francophone sera la première en nombre de pages de contenu, devant l’anglophone, et la barre des 200 000 entrées est franchie en août 2006. Il talonnera en contenu la version anglophone jusqu’en 2013-2014, période où la communauté anglophone grossira bien plus vite.
2006 verra aussi les deux premières rencontres en physique des membres du projets, à Paris. Cela aidera grandement la coordination de la communauté durant cette période.

### La consolidation de 2008
En 2008, le Wiktionnaire en français mature sa forme. Une partie de la communauté se rencontre une nouvelle fois et des nouveaux aspects du projets sont discutés comme la gestion automatique des rimes, le contenu des pages d’annexes et des questions éditoriales comme la présentation du débat autour de l’expression « au temps pour moi ».
La gestion des langues est réorganisée et l’organisation des définitions est revue avec la mise en place des indications de domaine, de registre ou de connotation. En octobre 2008, la barre des 1 millions d’entrées est franchie.
En 2011 commence l’import manuel du Littré qui sera terminé le 21 janvier 2016.

### Le changement d’échelle de 2012
2012 voit l’augmentation massive de langues dont au moins un mot est décrit, la barre des 2500 langues est passée. De même, les contributions de la communauté se diversifient et touchent également l’aspect qualitatif du projet, aspect un peu délaissé jusque là. Cela se constate notamment par un pic de création de thésaurus, des pages présentant le vocabulaire autour d’un mot.
En parallèle, la structure du wikicode des pages est modernisée, elle est toujours utilisée aujourd’hui.
Une nouvelle rencontre communautaire a lieu en 2013 à Paris où de nouveaux contributeurs et contributrices piliers se rencontrent. Il y est notamment discuté de l’intégration et de l’usage du langage LUA qui apportera des outils supplémentaires dans la gestion des données dans les pages.
Aussi en 2013, la base de mots enregistrés par l’outil Shtooka est versée sur Wikimédia Commons. Elle est constituée de 100 000 fichiers audio en licence libre dont une grande partie sera utilisée pour illustrer les entrées des Wiktionnaires.
En 2014, la communauté reçoit une première sollicitation pour une conférence de présentation du projet et les premiers ateliers ouverts au public sont donnés, et le projet fête ses 10 ans dans l’émission 56Kast avec Adrienne Charmet. L’année d’après, en septembre 2015, seront lancées les permanences mensuelles de la communauté au KoToPo, bar associatif linguistique situé à Lyon.
En 2016 a lieu la présentation du Wiktionnaire francophone à la Wikimania d’Esino Lario. Cette conférence, très suivie, fera découvrir à la communauté internationale du mouvement Wikimédia les réalisations de la communauté du projet francophone, ce qui apportera une première reconnaissance de l’ampleur du travail accompli par cette dernière. À ce moment-là, le projet a passé la barre des 2,9 millions d’entrées.

### L’ouverture de 2017
Le bilan de fin d’année de 2017 montre que la quantité de données grandit toujours plus vite : 3,1 millions de pages, 4 100 langues avec au moins un mot, 30 000 fichiers audio de prononciation, 32 000 médias d’illustration.
Cette année voit aussi la formalisation d’une première convention avec un institut de recherche, le Logoscope, autour des néologismes issus de la presse. Parallèlement, le projet dispose de son propre mensuel d’actualité et est présent sur les réseaux sociaux Facebook et Twitter. Sa communauté grandit continuellement pour atteindre 130 personnes réalisant plus de 100 modifications par mois. Elle se concentre sur des projets internes qui vont structurer sa contribution, à l’instar de Wikifromage, et voit son savoir et ses savoir-faire se formaliser.
En 2018, le wiktionnaire est utilisé lors d’une condamnation du tribunal cantonal vaudois pour « menaces contre les musulmans » via l’utilisation du mot « muzz ». Le tribunal retient le Wiktionnaire « comme moyen de preuve ordinaire » pour caractériser l’insulte du mot désignant la communauté musulmane en entier et prononce sa condamnation après demande précision par le Tribunal fédéral.
L’année 2019 est celle des 15 ans du projet. Il contient 370.000 mots de français et dépasse 3,4 millions de pages de contenu. Sa communauté est de taille réduite, 270 personnes par jour en moyenne mensuelle contre 370 pour la version en anglais, par rapport à la Wikipédia en français où l’on compte  3.600 par jour en moyenne. Thierry Noisette indique néanmoins qu’« elle a progressivement bâti un dictionnaire impressionnant » qui a fait venir la production d’études universitaires et a encourager le versement de travaux de spécialistes comme ce fut le cas du Dictionnaire des sciences animales ainsi que du lexique publié par le comité français de cartographie dont 855 définitions ont été importées.
En fin d’année sort Le Dico : le dictionnaire de la richesse et de la diversité de la langue française d’aujourd’hui, un dictionnaire papier édité par les éditions Garnier basé sur les données du Wiktionnaire. Dirigé et coordonné par Maxime Perret, l’ouvrage de 1 700 pages est construit sur les 40 000 mots français les plus consultés en 2018. Durant un an, et justifiée par « des méthodes qui rendent la contribution plus scientifique que ce qu’on peut imaginer, et particulièrement pour le Wiktionnaire », sa conception a fait appel aux travaux de linguistes, de lexicographes et de divers professionnels de la langue afin de « corriger, compléter, supprimer » le contenu sélectionné. Ce projet a également été mené avec les équipes de Wikimédia France ainsi que des rédacteurs du Wiktionnaire. À sa sortie, il est prévu de l’annualiser et donc de refondre complètement la nomenclature à chaque édition. Il est jugé néanmoins « trop lourd », avec des « choix lexicaux pauvres face au contenu du Wiktionnaire » et « ratant les jeunes » qui devait être son public cible.

### En 2021 un contenu proche de la réalité
Avec près de 50 contributeurs et contributrices très actives en 2021, la communauté du wiktionnaire continue de s’agrandir. Plus de 20 000 personnes sont enregistrés et 35 en sont administrateurs et administratrices. Et les seuils des 4 millions de pages ainsi que des 4 800 langues avec au moins un mot décrit sont franchis. Le Wiktionnaire est considéré au même niveau que les dictionnaires traditionnels de langue, et à l’instar de Wikipédia, est jugé « plus proche de la réalité de la langue et de son évolution » grâce à « sa grande résilience et sa capacité d’adaptation ».
En 2022, un projet de dictionnaire numérique franco-arabo-berbère des sciences sociales est appelé Wiktionnaire sémantiques des sciences sociales et humaines. Sans lien avec le projet lexicographique, il en reprend le nom et vise à faire des ponts entre les sciences sociales de France et du Maghreb par la création d’articles sur le sujet des sciences humaines et sociales et basé sur la plateforme coopérative MediaWiki.
La même année est remarqué le projet interne WikiFromage qui a été lancé en 2015. Visant à décrire les fromages, il a nécessité un travail d’homogénéisation des définitions et a débouché sur la création du thésaurus du fromage en français. Ce projet a permis de faire le bilan que les produits alimentaires sont parfois mal traités dans les dictionnaires, le contributeur Noé jugeant que les termes utilisés pour les décrire « ne sont pas toujours objectifs », et que cela mène à « un enjeu de réflexion intéressant » pour la communauté. Malgré une baisse dans l’implication de la communauté, le projet n’a pas épuisé son sujet car beaucoup de fromage sont encore à ajouter au Wiktionnaire. Complémentaire du projet WikiCheese lancé sur Wikipédia en français, il est basé sur une collaboration multiplateforme incluant également Wikidata.

## Contenu
Le Wiktionnaire en langue française dispose d’une nomenclature (la liste des mots qu’il décrit) de très grande taille :
- 328 969 lemmes français le 20 décembre 2018[5] ;
- 371 019 lemmes français le 20 mars 2019[5] ;
- 391 280 lemmes français le 20 février 2021[16] ;
- 423 900 lemmes français le 20 décembre 2023.

C’est un dictionnaire considéré comme bien actualisé malgré le fait qu’il dépende des contributions de sa communauté et donc que sa mise à jour du lexique décrit est aléatoire. Il fait partie des meilleurs dictionnaires concernant la couverture de la diversité des innovations lexicales, et notamment celles qui relèvent des variations diastratiques et diaphasiques. Il est souvent le premier dictionnaire à décrire les néologismes de formes (nouveaux mots) et de sens (nouveaux sens), notamment pour les mots venant de l’actualité, et grâce à son processus collaboratif d’édition.
Sa structure riche en rubriques est considérée comme une exception parmi les dictionnaires gratuits et encore actifs en ligne, qui, eux, sont considérés comme souvent « minimalistes » et parfois « indigents ». De plus, la couverture importante de ses attestations issues de sources primaires imprimées et électroniques est un atout qu’on ne retrouve que dans les grands dictionnaires imprimés, comme le Grand Robert et Trésor de la langue française. Il rivalise avec ce dernier au niveau de la description des sens mais est moins complet en termes d’informations historiques et étymologiques. Ses citations contemporaines référencées font de lui une « figure d’éclaireur dans la vie du lexique ».
La présentation jugée minimaliste de l’étymologie est considérée comme une prudence à la vue de l’expertise nécessaire à l’écriture de cette information lexicale.

## Organisation
Le Wiktionnaire peut contenir des définitions rédigées en français de toutes les langues. Si certains mots ont une graphie identique entre plusieurs langues, ils sont séparés en sections classées par ordre alphabétique sur les noms de leurs langues respectives, en maintenant la langue française en première position.
Chacune de ces sections doit donc contenir des définitions de mots, complétées par les éléments suivants dans l’ordre :
1. Étymologie[3] ;
2. Flexion (déclinaison et conjugaison)[3] ;
3. Citation d’illustration[3] ;
4. Variante orthographique[3] ;
5. Mots liés : 
  - synonymes[3],
  - antonymes[3],
  - dérivés[3],
  - mots apparentés[3],
  - expressions dérivées,
  - hyperonyme[3],
  - hyponyme[3],
  - méronyme,
  - holonyme ;
6. Traduction[3] ;
7. Prononciation, sonore et écrite en phonétique[3] :
  - homonyme (homographe et homophone),
  - paronyme ;
8. Anagramme[3].

Les mots sont organisés à l’aide de catégories thématiques, lexiques, informations sur les sens tels que le lieu et diverses informations. Des thésaurus présentent les champs lexicaux, tous les mots pour parler d’un concept. Des annexes et pages d’aide proposent des informations complémentaires pour accéder au contenu.
Par ailleurs, un outil de recherche accessible depuis la colonne latérale a été développé par la communauté en JavaScript et Perl. Il sert à la recherche de rimes, d’anagrammes, ou de mots (utilisable pour les mots croisés). Il fonctionne à partir de copies mensuelles, des dumps, du Wiktionnaire.

## Popularité
Grâce à l’insertion automatique de plusieurs dictionnaires du domaine public, la version francophone grandit très rapidement fin 2005 et en 2006. Le 6 avril 2005, le Wiktionnaire compte environ 4 000 entrées. En novembre de la même année, il dépasse les 25 000 entrées, toutes langues confondues. Aux premiers jours de 2006, il dépasse les 100 000 entrées, et devient temporairement le Wiktionnaire le plus important, toutes langues confondues. En novembre 2007, la version francophone contient plus de 600 000 entrées, concernant plus de 640 000 mots en 658 langues, dont plus de 225 000 mots en français. Le 17 avril 2008, le cap des 800 000 entrées est franchi, suivi le 19 octobre 2008 de celui d’un million d'entrées. Le 18 avril 2011, il compte plus de 2 000 000 entrées. Le 10 octobre 2016, on y dénombre plus de 3 000 000 entrées. Le cap des 5 millions de pages est atteint le 12 janvier 2024.
En 2017, la version en français comprend plus de trois millions d’entrées et représente 18 % du trafic généré par wiktionary.org, contre 40 % pour la version en anglais, 14 % pour la version en russe et 9,4 % pour la version en allemand. Comme 12,6 % de ce trafic vient de France, une bonne part de l'utilisation du Wiktionnaire provient du reste de la francophonie et des pays non francophones.
Selon le service de statistiques de Web Alexa, en avril 2017, environ 5 000 000 de pages sont vues chaque jour sur l’ensemble des sites wiktionary.org, ce qui en fait approximativement le 600e site le plus consulté du Web, et l'un des principaux sites en matière de lexicographie. Il est considéré par Jean Pruvost comme « le dictionnaire français « contributif » le plus important toutes langues confondues » et un marqueur de l’intérêt qu’ont les Français sur leur vocabulaire.
En février 2020, le nombre total de pages, tous types confondus, atteint 4 millions. Le 18 décembre 2020, le Wiktionnaire en français dépasse 4 000 000 entrées.
En 2024, le Wiktionnaire en français dépasse les 5 millions de pages en janvier, puis 6 millions de pages en juillet. À la fin de cette même année, la communauté choisit pour la première fois « dix mots de l'année ».

## Réception
Médéric Gasquet-Cyrus et Christophe Rey considèrent que la force du Wiktionnaire comme dictionnaire collaboratif, c’est d’être non-soumis aux contraintes éditoriales et techniques des maisons d’éditions traditionnelles. Cette aspect permet grâce à la contribution de la communauté de « recenser des mots et des attestations à une vitesse qui est sans mesure avec le rythme a minima annuel des dictionnaires traditionnels. » Néanmoins, cette réactivité s’accompagne, en contrepartie, d’entrées incomplètes voire pas assez définies et d’une faiblesse de cohérence générale.
En s'appuyant sur le fait que les définitions en français du Wiktionnaire ne sont que peu modifiées, Franck Sajous décrit le Wiktionnaire plus comme un dictionnaire contributif (et aussi un agrégat lexicographique) que comme un dictionnaire collaboratif. Dans une autre étude, il juge que le Wiktionnaire présente une vision plus actuelle et plus exacte pour les définitions relative à l'informatique que le Petit Robert.

## Partenariats
Le Wiktionnaire est interconnecté avec plusieurs projets de la Wikimedia Foundation, principalement Wikimedia Commons pour les illustrations et les fichiers sonores de prononciations de mots, Wikisource et Wikiquote pour les attestations d'usage, Wikipédia pour les compléments encyclopédiques aux définitions. Le Wiktionnaire est en outre lié à d'autres projets collaboratifs libres en ligne, principalement l'outil d'enregistrement des prononciations Lingua Libre, l'encyclopédie pour les enfants Vikidia et le dictionnaire collaboratif pour les jeunes DicoAdo. En mai 2020, la communauté du Wiktionnaire francophone a mis en place des liens vers les pages de ces projets sur les entrées et sur la page d'accueil du site.
Par le biais de l'association Wikimédia France, les éditions Garnier publient en 2019 Le Dico, basé sur le contenu du Wiktionnaire,.
En 2020, un partenariat entre la Délégation générale à la langue française et aux langues de France, l'association Wikimédia France et l'Université Jean-Moulin-Lyon-III permet la mise en place d'un Wiktionnariste en résidence dans la lignée des Wikimédiens en résidence.
Depuis 2021, le Wiktionnaire est la principale source du Dictionnaire des francophones, une initiative officielle française.